# Metoncholaimus demani
Metoncholaimus demani är en rundmaskart som först beskrevs av Zur Strassen 1894.  Metoncholaimus demani ingår i släktet Metoncholaimus och familjen Oncholaimidae. Inga underarter finns listade i Catalogue of Life.